# Kármelhegyi Boldogasszony karmelita templom és rendház (Budapest)
A Kármelhegyi Boldogasszony Templom és a vele egybeépített karmelita rendház a budapesti Huba utcában áll, és Angyalföld első temploma volt.
Az első, ideiglenesnek szánt kápolnát és a zárdát 1896-ban szentelték fel, majd 1899 októberében birtokba vette a rend a ma is látható templomot.

## Története

### Az első kápolna felépülése
Soós István győri házfőnök 1895-ös látogatása során elhatározta, hogy templomot építtet  Angyalföldön, ahol addig nem állt templom. Ehhez először pénzt kellett szereznie. Az első felajánlást özvegy Pálffy Pálné, született Károlyi Geraldine grófné tette, ő arra vállalkozott, hogy néhány év alatt 50 000 forintot összehoz az építkezéshez; az első ezer forintos adomány pedig nagy-lángi gróf Zichy Jánosnétól érkezett. Soós István nem várt sokat: a telek megvásárlásánál még nem állt rendelkezésre a vételár, azonban a 14 napos fizetési határidőből nem csúszott ki.
A rendház és az ideiglenes kápolna terveit a Soós István utasításai alapján Pucher István fővárosi építész készítette el, és ő meg is hitelezte az építkezés költségeit: a 35 000 forintos költséget a rendnek a következő években kellett törleszteni. A zárdát és a kápolnát úgy helyezték el, hogy maradjon elegendő hely a majdani templomnak.
A rend vezetésének és a fővárosi hatóságok jóváhagyásával szeptember 22-én kezdődött meg az építkezés. Az enyhe télnek köszönhetően már 1896 júliusára elkészült a zárda, és a Kármelhegyi Szent Szűz napját (július 16.) követő napon be is költöztek a zárda első lakói. A hivatalos átadásra 19-én, vasárnap került sor, Bogisich Mihály szentelte fel a kápolnát.

### Az új rendház fogadtatása
Angyalföldön és a mai Újlipótvárosban ebben az időben más templom nem állt, hatalmas érdeklődés fogadta a szerzeteseket, akik magyar mellett tót nyelven is miséztek. A mintegy 300-400 fős kápolna előtt ünnepnapokon rendszeresen tömegek álltak, akik nem jutottak be. Az érdeklődés együtt járt az adakozással is, Rábaközi Imre egykorú beszámolója szerint a karmeliták semmiben sem szenvedtek hiányt.
A zárda házfőnökének az időközben győri pozíciójáról lemondó Soós István atyát tették meg, aki tovább dolgozott, most már a templom felépítésén. 1897. február 27-én beadvánnyal fordult a fővároshoz, amelyben segélyt kért a templom felépítéséhez. A közgyűlés több mint egy év múltán, 1898. április 20-án egyhangúlag szavazta meg a 60 000 forint hozzájárulást az építkezéshez. Ezzel egyidejűleg a gyűjtés felgyorsítására alapítványt hozott létre, melynek elnökévé Károlyi Sándor grófot, alelnökeivé pedig gróf Zichy Aladárt és Barkóczy Sándor bárót választotta a közgyűlés. Ezzel már kellően szilárd támogatást érzett maga mögött Soós a templom tervezésének megkezdéséhez.

### A templom felépülése
Soós mindent a saját kezében összpontosított. A templom terveit is ő akarta meghatározni, és három hajós román jellegű templomot álmodott meg. A kivitelezéssel megbízott Hofhauser Antal építész azonban rámutatott, hogy ehhez kevés lenne a hely, ezért végül egyhajós, gót jellegű templom mellett döntöttek. Soós lemondott a két egyforma toronyról is, a megépült két torony eltérő magasságú lett.
A kőműves és kőfaragó munkákat 150 000 forintért vállalta Majorossy Géza, az ács munkákra Horváth József, az asztalos munkákra Csepreghy János vállalkozott, a lakatos munkákat Wachter Antal, a bádogos munkákat pedig Urbantsok és Simon vállalkozása nyerte el.
1898. május 2-án indult el az építkezés, és az alapozás elkészítése után augusztus elején érték el a talaj szintjét a falak. Az építkezés különlegessége, hogy az alapkőletételre csak október 15-én került sor, mivel ezzel az ünnepélyes eseménnyel mindenképpen meg akarták várni Avilai Szent Teréz, a rend alapítójának ünnepét. A falak ekkor már elérték a körablakok szintjét.
Az építkezés gyorsan haladt, márciusra már tető alá került templom, június 29-én felkerült a főtoronyra a kereszt. Ezt a jeles napot megünnepelték, melyről az Alkotmány című lap így számolt be:
Múlt év május havában tették meg az első kapavágást s azon a földön ma már templom áll. Gyönyörű, karcsú, kettős tornyú templom.
...
Oly gyönyörű, fellegtelen szép nappal virradt meg a ma, a keresztföltétel napja Angyalföldön. A templom előtti kis téren tribünt állítottak, tribünt az intelligencziának. Az állványokkal körülvett templomot vérpiros posztóval, lomb- és virág-füzérekkel ékesítették. Díszes erkélyszerű páholyt csináltak, ékes pódiumot emelve a nap legnagyobb eseményének, Kálmán országgyűlési képviselőnek, a ki a nap eseményét öntötte ragyogó, fényes és mély, érzésteli szívből fakadt szónoklatba ...
1899 szeptember 10-ére a belső festéssel is elkészült Brückner Lipót, október 15-én pedig Schlauch Lőrinc, nagyváradi püspök-bíboros Ferenc József, Mária Zsófia főhercegnő és Széll Kálmán miniszterelnök jelenlétében felszentelte a karmelita templomot.

## A rendház és a kápolna
Az épületegyüttes a Huba utca és a Rózsafa utca sarkán fekvő telken épült fel. A zárda a telek délnyugati részén áll, a Huba utcára néz. A kolostor nyugati végén, azzal egybeépítve áll az utcára merőlegesen az 1896-ban átadott kápolna. A templom a zárda keleti végéhez csatlakozik.
Átadásakor a rendház még csak egy földszintes épület volt, de falait úgy tervezték, hogy még két emeletet elbírjanak. Ma egy emeletes építmény.
Az első kápolna téglalap alaprajzú, 14 méter hosszú és 6,5 méter széles volt, és a kolostor nyugati végében építették fel, az utcára merőlegesen. Csak kápolna funkciójában szánták ideiglenesnek, falai ugyanolyan vastagra készültek, mint a kolostoré. Ma a rendház ebédlőjeként és tanácsteremként funkcionál, és ez az épületrész is emeletes.

## A templom
A templom épülete az építtető eredeti szándékával ellentétben egy neogótikus stílusú, 17 x 45 méteres, egyhajós épület. A falak nagy részéhez sárgás színű téglát használtak fel, a díszítések egy részéhez (párkányok, pillérfedők, oromcsúcsok) Budakalászról hozattak követ.
A tetőt cserép fedi a tornyok kivételével, azokat rézzel fedték be az építők.
Fő homlokzata a Huba utcára néz, itt a templom és a rendház homlokzata összeépült. Keleti oldala mentén fut a Rózsafa utca.

### Tornyok
Mivel a főhomlokzattal szemben emeletes épület áll, de az utcasarokkal szemben található egy kisebb tér, a két homlokzati torony különböző magasságú.
A főtorony 70 méter magas, a 30 méteres csúcsot réztető fedi. Az utcasarkon álló főtorony jóval magasabb, mint a Huba utcán beljebb álló torony. A főtorony tér felőli sarkán állt Balázs István szobrászművész három és fél méteres Mária-szobra, ma azonban ez a szobor már nem látható. Egy kisebb, nyolcszögletű torony áll a szentély mellett, amely a kolostorkertből is látható. Ebben a toronyban vezet fel a csigalépcső az imakórusba.

### A homlokzat
A főhomlokzat közepén nyíló főkaput csak nagyobb ünnepeken nyitják ki, tőle jobbra a Huba utcára, és az utcasarkon a főhomlokzat mellett a Rózsafa utcára is nyílik egy-egy bejárat. A főbejárattól balra található alacsony ajtó a kistorony lépcsőházába vezet. Mindhárom kapu bélletes kialakítású, és a bejárati ajtók fölötti félköríves boltívet gondosan megmunkált alkotások díszítik. A főkapu fölötti nagyobb ívben Jézust ábrázoló mozaik látható, amint magához hívja a híveket. A mozaik Velencében készült, az Institutio Silvestri műhelyében, és magánadományként került a templom e fontos helyére. A Megváltót körülvevő latin felirat idézet Máté evangéliuma 11. fejezetéből való, és jól illett a 20. század eleji környékbeli munkásnegyed viszonyaihoz: 
Jőjjetek én hozzám mindnyájan, a kik megfáradtatok és megterheltettetek, és én megnyugosztlak titeket.
A főkaputól jobbra nyíló bejárati kapu és a Rózsafa utcai bejárat fölötti boltívben dombormű látható, előbbiben a „Hic domus Dei est”, vagyis „Itt az Isten háza” felirat olvasható, utóbbiban a templom építésének éve „Anno Domini 1899” formában.
A bejárat fölött egyszerű kialakítású rózsaablak, a két torony falában pedig csúcsíves ablak látható. A rózsaablak fölött a két tornyot a díszes kőerkély köti össze, melyre a tornyok belsejéből lehet eljutni. A fölötte emelkedő fal már a főhajó hosszán végigfutó tetőt tartja.

### A templom belseje
A templom figurális secco falfestéseit, amelyek a templomtér diadalívén helyezkednek el eredetileg az osztrák Leopold Bruckner festette az 1890-es évek végén. A neogótikus-historizáló stílusban dolgozó művész 5 zenélő angyal figuráját komponálta egy-egy háromkaréjos keretdíszes, aranymozaik berakásos háttérrel festett ablakfülkébe. Középen egy furulyán, jobbra tőle mandolinon, jobb- és baloldalon alul trombitán, balra fent hegedűn játszó angyal látható. A templom figurális festései és a díszítőfestések az idők során elpusztultak. Felújításukra, rekonstrukciós festésükre 2022-ben került sor. Az angyalokat és a díszítőfestések motívumait archív felvételek alapján sikerült rekonstruálni. Ezeket festőrestaurátor művészek az eredeti méretükben (1.10m átmérő) secco technikával festették meg. A háttér 24kt aranyfüsttel készült, mozaikberakást imitáló díszítőfestéssel.
Forrás: Restaurátori fotódokumentáció.

### Harangjai
A kápolna harangjait adományozta a karmelitáknak, a templom első harangjai pedig a soproni Seltenhofer harangöntő műhelyében készültek el, és Boltizár József 1899. szeptember 12-én szentelte fel őket. 1925-ben a templom új harangokat kapott, melyeket Szlezák László öntött, és Kohl Medárd püspök szentelt fel. A legkisebb harangot háborús céllal beolvasztották, pótlására máig nem került sor.
| Védőszentje                            | Tömege | Hangja |
| -------------------------------------- | ------ | ------ |
| Kármelhegyi Boldogasszony (Nagyharang) | 972 kg | E1     |
| Szent József                           | 432 kg | A1     |
| Szent Teréz                            | 195 kg | Cisz2  |
| Keresztes Szent János                  | 113 kg | E2     |
| Szent István (Lélekharang)             | 56 kg  | A2     |

| Védőszentje                            | Tömege    | Alsó átmérője | Felirata |
| -------------------------------------- | --------- | ------------- | --- |
| Kármelhegyi Boldogasszony (Nagyharang) | 1050 kg   | 125 cm        | KÁRMEL ÉKESSÉGES KIRÁLYNŐJE KÖNYÖRÖGJ ÉRETTÜNK! ZENGJEN SZÓZATOD FÜLEIMBEN, MERT A TE SZAVAD ÉDES, ÉS ARCOD ÉKES! Énekek éneke 2.14. Kármelhegyi Boldogasszony (képpel) |
| Szent Teréz                            | 550 kg    | 100 cm        | ISTEN IRGALMASSÁGÁT ÖRÖKKÉ ÉNEKELEM! Szent Terézia (képpel). |
| Keresztes Szent János                  | 270 kg    | 80 cm         | SZERESD A MUNKÁT, S AJÁNLD MINDEN TETTED HÁLÁBÓL AZ ÚRNAK, KI MEGHALT ÉRETTED! Keresztes Szent János (képpel)                                                           |
| Szent József                           | 130 kg    | 63 cm         | SZŰZ MÁRIA VŐLEGÉNYE, KEGYELEMNEK SZENT EDÉNYE, HALDOKLÓK VÉDSZENTJE VAGY, VÉGÓRÁNKON EL NE HADJ! TEMPLOMI ÉNEK Szent József (képpel).                                  |
| ? * (Lélekharang)                      | kb. 75 kg | kb. 48 cm     | ? |

* Háborús célra beolvasztották. Tervezik pótlását.

## Külső hivatkozások
- Budapesti Rendház, Kármelhegyi Boldogasszony Templom. [2012. július 7-i dátummal az eredetiből archiválva]. (Hozzáférés: 2012. július 14.)
- A templom adatlapja a Műemlékem.hu-n. (Hozzáférés: 2012. július 14.)